# Селена Гомес
Селена Мари Гомес (също Гомез) (на английски: Selena Marie Gomez) е американска актриса, певица и продуцент, с мексикански произход.
Първата ѝ изява е в Barney & Friends през 2000 г. През 2007 г. Гомес става известна след участието си в американския сериал Wizards of Waverly Place на Disney Channel. До приключването на сериала през 2012, играе ролята на Алекс Русо. Сформира своя група – Selena Gomez & The Scene, след като записва договор с Hollywood Records през 2008 г. Те реализират първия ѝ албум – Kiss & Tell (2009) и албумите A Year Without Rain (2010) и When the Sun Goes Down (2011).
Гомес влиза във филмовата индустрия със звездни филми като Ramona and Beezus (2010), Monte Carlo (2011) и Hotel Transylvania (2012). Тя се радва на огромен обществен успех след участието си във филма Spring Breakers (2013) и издаването на дебютния ѝ соло албум Stars Dance (2013). Първият сингъл от албума – Come & Get It дебютира като номер едно в САЩ Билборд 200. Гомес прекратява договора си с Hollywood Records след като записва един последен албум с тях For You (2014). Тя подписва договор с Interscope Records, с който завършва работата по втория си студиен албум.
Между работата, Гомес участва и в други организации. Тя работи с редица организации за благотворителни каузи, най-вече с UNICEF в продължение на няколко години. Тя сформира своя собствена кампания, July Moon Productions, през 2008. През есента на 2010, Гомес стартира линия от облекло Dream Out Loud, чрез Kmart. Марката разполага с много материали, изработени от еко или рециклирани продукти. През 2011, тя издава свой парфюм. От началото на музикалната си кариера, Селена е продала около 8 милиона албума и 50 милиона сингъла.

## Живот и кариера

### 1992 – 2005: Ранен живот и започване на кариерата
Селена Гомес е родена на 22 юли 1992 г. в Гранд Прери, Тексас, САЩ, където израства. Баща ѝ се казва Рикардо Гомес, а майка ѝ е бившата актриса Аманда „Манди“ Корнет. Гомес е кръстена на певицата Селена, която умира 3 години след раждането на Гомес. Бащата на Селена е от мексикански произход, а майка ѝ, която е осиновена, има италиански корени. Относно испанските си корени, Гомес споделя: „В моето семейство не правихме кинсеанера (на испански: Quinceañera – празнуване 15-годишнината на момичетата), а ходим на причастие в църквата. Ние правим всичко католическо, но нямаме нещо, което правим традиционно, с изключение, че ходим на барбекю в парка всяка неделя след църква.“ Родителите на певицата се развеждат, когато тя е едва на пет години и тя остава при майка си. Гомес има две сестри, които са нейни небиологични роднини. Сестра ѝ, Грейси Тифи, се ражда на 12 юни 2013 г. и е дъщеря на Манди и вторият баща на Селена, Браян Тифи. Гомес има и втора сестра, която се ражда на 24 юни 2014 г. и е дъщеря на баща ѝ и втората му съпруга, Сара.
Гомес се ражда, когато майка ѝ е на 16 години. Семейството ѝ има финансови проблеми по време на детството ѝ. Заедно с майка ѝ се борят за издържането си. В един момент, Гомес си спомня, че е трябвало да търсят кварк, за да запалят колата си. Манди си спомня, че често са ходили до местни магазини, за да си купят спагети, въпреки че имат. Гомес заявява: „Бях разочарована, че родителите ми не бяха заедно и че никога не виждаха светлината в края на тунела, където майка ми работеше усилено, за да осигури по-добър живот за мен. Бях ужасена от това, което щеше да стане, ако остана в Тексас.“ По-късно добавя: „Спомням си, че имахме много макарони със сирене, но майка ми никога не го правеше да изглежда сякаш е голяма работа. Тя беше много силна около мен. Имайки мен на 16 години, тя трябваше да бъде много отговорна. Моята майка е дала всичко за мен, имаше три работни места, а с подкрепата си, тя жертва живота си заради мен.“ Гомес е имала близки отношения с баба си и дядо си като дете, и се е появявала в различни конкурси за израстване. Баба ѝ и дядо ѝ често са се грижели за нея, докато родителите ѝ завършат училище и двойката достигна дотам, че я „изправи“, докато намери успеха в развлекателната индустрия.
Селена има интерес от продължаването на кариерата си в развлекателната индустрия, гледайки как майка ѝ се приготвя за сценични представления. Тя започва да ходи на прослушвания за различни роли, като среща Деми Ловато по време на прослушването за Barney & Friends. По-късно двете момичета са избрани да се включат в сериите през 2002 година. Гомес играе ролята на Гиана. Шоуто е първото ѝ излизане на сцената. Селена си припомня: „Аз бях много срамежлива, когато бях малка. [...] Не знаех какво е „дясна камера“. Не знаех какво е блокиране. Научих всичко от Barney & Friends.“. Гомес се появява в 14 епизода между периода 2002 – 2004, въпреки че е била освободена от продуцентите на шоуто, тъй като е станала прекалено „стара“ за него. Докато работи на снимачната площадка, има роля във филмите Spy Kids 3-D: Game Over (2003) и Texas Ranger: Trial by Fire (2005), където озвучава гласовете на героите.

### 2006 – 2008: Пробивът с Магьосниците от Уейвърли Плейс
С опит зад гърба си, Гомес се явява на прослушване в Disney Channel заедно с приятелката си Деми Ловато. Селена е гост-звезда в The Suite Life of Zack & Cody. Следващата година, Гомес играе поддържаща роля в Hannah Montana. Тя има три изяви в сериала през двата сезона. През това време, заснема пилотните епизоди за два нови проекта на Дисни – Arwin!, което е спин-оф на The Suite Life of Zack & Cody, а вторият е спин-оф на Lizzie McGuire. По-късно се явява на прослушване за роля в Wizards of Waverly Place и взима ролята на Алекс Русо. След получаването на ролята, Гомес и майка ѝ се местят в Холивуд; Деми Ловато и семейството ѝ също се местят, надявайки се да постигне успех като на Гомес. В Wizards of Waverly Place, Гомес играе ролята на тийнейджърка в семейство на магьосници, което притежава ресторант в Ню Йорк. Сериалът бързо се превръща в хит, издигайки Гомес с още по-голям успех. Сериалът получава много награди и номинации. Гомес записва песента за сериала, която се казва Everything is not what it seems.
С постигането на голям медиен успех, Гомес започва да бъде сравнявана с друга Дисни звезда – Майли Сайръс. Различни влогъри и сайтове започват да разпространяват, че двете са съпернички, със слухове, че враждата между тях продължава от няколко години. Въпреки това, двете отричат, че има някаква драма около тях. След изкачването на Деми към славата, трите са наречени „Дисни момичета“ и кариерите им често са сравнявани една с друга. Списание „Forbes“ по-късно поставя Селена в листа на една от „Eight Hot Kid Stars to Watch“ през 2008. По-голямото медийно внимание е насочено върху Селена и медиите съобщават, че тя има връзка с Ник Джонас. По-късно, Гомес се появява в музикалния клип на Джонас – Burnin' Up. Това допълнително подхрани слуховете за враждата между Гомес и Сайръс, защото преди няколко месеца Ник и Майли са били гаджета. По-късно Селена участва в епизод от сериала Jonas Brothers: Living the Dream.
Докато работи по втория сезон на Wizards of Waverly Place, Гомес се появява в Studio DC: Почти на живо с други Дисни звезди. Тя записва песента Cruella de Vil за албума DisneyMania 6, а по-късно записва песента за филма Tinker Bell – Fly to your heart. Селена има главна роля във филма Another Cinderella story същата година, като играе начинаеща танцьорка. Филмът има положителни отзиви като цяло. През 2010, той печели Writers Guild of America Award. Гомес записа три песни за саундтрака на филма и записа песента Tell me something I don't know като промоционален сингъл. По-късно същата година, Селена има поддържаща роля на Хелга в анимационния филм Horton Hears a Who. Филмът има комерсиален успех. Селена подписва договор с Hollywood Records, с който Деми и Майли вече са сключили договор.
Гомес стартира нейна собствена кампания, July Moon Productions, през 2008. Тя си партнира с XYZ Films за проекта, давайки възможност на Селена да наеме писатели и да създаде пакети за пазаруване. Гомес участва в два филма заради кампанията. В първият, известен като What boys want, Селена играе ролята на момиче, което може да чуе мислите на момчетата.

### 2009 – 2011: Selena Gomez & the Scene и филмовата кариера
Гомес продължава да има огромен успех през цялата следваща година. Тя се появява като Алекс Русо в The Suite Life on Deck. По-късно се появява като гост в комедията на Дисни Sonny With a Chance, където участва Деми Ловато. Също взима участие в ремикса на сингъла „Whoa Oh! (Me vs. Everyone)“ на Forever the Sickest Kids'. Песента достига номер 78 в поп 100 чарт в САЩ. Селена, заедно с Деми, играе във филма на Дисни Princess protection program, който се излъчва през юни 2009. Филмът има огромен успех с общо 8,5 милиона зрители на премиерата си. Гомес и Ловато записват песента One and the same за филма, която по-късно е реализирана като свободен сингъл. По-късно Селена озвучава принцеса Селения в анимационния филм Arthur and the Revenge of Maltazard. На 28 август 2009, е премиерата на Wizards of Waverly Place: The Movie, филм, базиран на телевизионните серии на сериала, в който Гомес играе. На премиерата, филмът има 11,4 милиона зрители, ставайки вторият най-гледан Дисни филм след High School Musical 2. Филмът печели награда за „Изключителен детски филм“ на 62-те награди Еми.
Надявайки се да постигне успех в музиката, Гомес сформира поп-рок бандата Selena Gomez & the Scene чрез договора си с Hollywood Records. Групата издава рекордния си албум през август, същата година, който получава златен сертификат от RIAA. Групата записа песента Naturally, което помага на Селена да увеличи музикалния си успех. През това време, Гомес и Ник Джонас приключват своята връзка. По-късно, тя е във връзка с актьора Тейлър Лаутнър за няколко месеца, но двамата се разделят. След раздялата си с Тейлър, Гомес възобновява връзката си с Ник Джонас; двамата се разделят отново след един месец. Гомес е част от модната рекламна кампания за училище. Като част от кампанията, Селена е включена в телевизионни реклами. През август 2009, Гомес е домакин на „Sears Arrive Air Band Casting Call“ – да избере пет души за първата по рода си „Sears Air Band“, която се представя на MTV Video Music Awards през 2009. Селена е говорител на Borden Milk и е включена в печатни и телевизионни реклами на кампанията. Тя е говорител и на State Farm Insurance и се появява в множество ТВ реклами, които се излъчват по Disney Channel.
През 2009, Селена подписва договор и се снима във филма Ramona and Beezus, филмова адаптация на детски серии от Бевърли Клиъри. Гомес заявява, че няма интерес от вземането на още роли на възрастен, тя казва: „Аз мисля, че съм напълно наясно с моята публика и съм все още дете в себе си. Не бих играла роля на възрастен, не се чувствам комфортно, правейки го и от това да виждам публиката да се чувства некомфортно заради това.“. Премиерата на филма е на 23 юли 2010 и има положителни отзиви. Бандата на Гомес записва своя втори студиен албум през 2010, постигайки по-нататъшен успех, а участниците получават втори сертификат от RIAA.
След като по-рано заявява, че планира да стартира модна линия, Гомес стартира „Dream out Loud by Selena Gomez“ през 2010. Колекцията се състои от бохемски рокли, флорални блузки, дънки, поли, якета, шалове и шапки, всички направени от рециклирани и екологични продукти. Селена заявява, че линията отразява собствения ѝ личен стил и представя облеклото като „красиво, женствено и бохемско“. По-късно, тя казва: „С моята линия, аз наистина искам да дам опции за обличането, как хората могат да направят свой собствен стил. [...] Аз искам частите да могат да се обличат и събличат лесно, а това тъканите да бъдат екологично чисти и органични е супер важно. [...] Също така, таговете ще бъдат части от някои от моите вдъхновяващи цитати. Аз просто искам да изпратя добро послание.“. Гомес си партнира с дизайнерите Тони Мелило и Сандра Кампос, които са работили в големи имена на модни къщи. Гомес казва за партньорството: „Когато срещнах Тони и Сандра, се чувствах комфортно с тях и сега те са като част от семейството ми... Те са толкова креативни и аз обичам това, че мога просто да им се обадя, без значение кога и мога да си говоря с тях за всичко. Те са толкова готини за всичко.“. Марката е произведена от Мелило и Кампос, които си партнират с New York-based Adjmi Apparel, сформиран от Adjmi CH Brands LLC, холдинското дружество за марката.
На 27 февруари 2011, Гомес присъства на 2011 Vanity Fair Oscar party заедно с канадския певец Джъстин Бийбър, потвърждавайки няколко месечната спекулация на медиите, че двамата са заедно. Двойката много бързо печели вниманието на медиите и е наречена „Джелена“ в сайтовете. Гомес участва във филма Monte Carlo през 2011 година. За да изпълни ролята си, Селена взема уроци по поло и има две седмици на вокално упражнение, за да научи различния британски акцент. Гомес има малка роля в The Muppets и се появява в сериала на Дисни So Random!. Selena Gomez & the Scene записват третия си и последен студиен албум през 2011. Албумът получава сертификат от RIAA. На 14 юли 2011, е обявено, че Гомес е подписала лиценз с Adrenalina, марка за екстремни спортове и приключенски теми, за да произвежда и разпространява марката аромата на Гомес. Председателят на Adrenalina, Илия Лека, казва: „Ние сме изключително ентусиазирани от възможността да работим с госпожица Гомес и ще разкрием повече подробности, отнасящи се за аромата, тъй като се приближаваме към датата на старта.“. По-късно, Селена пуска на пазара едноименния си парфюм.

### 2012 – 2014: Stars dance, For you и филмови проекти
През януари 2012, Гомес потвърждава, че ще направи пауза в музикалната си кариера, избирайки да се съсредоточи върху кариерата си на актриса. Същата година Wizards of Waverly place окончателно приключва излъчването си по Disney Channel след четири успешни сезона. Селена озвучава героинята Мейвис в Хотел Трансилвания. Премиерата на филма е на 21 септември 2012 на 37-ия годишен филмов фестивал в Торонто. Гомес има роля във филма Spring breakers на Джеймс Франко. Филмът показва Селена като по-зряла. В началото на ноември 2012, се съобщава, че Гомес и Бийбър са приключили връзката си, след като около две години бяха заедно. Те се помиряват по-късно същия месец.
Въпреки по-ранните изказвания, че Селена ще се съсредоточи върху актьорската си кариера, Гомес твърди, че работи върху дебютния си солов студиен албум. Пилотният сингъл на албума Come & get it става един от най-големите хитове на певицата до днешна дата. Песента влиза в челните десетки на САЩ и става най-успешният ѝ сингъл по поп радиото. Дебютният ѝ албум, Stars dance, е издаден на 23 юли 2013. Албумът е първият ѝ, който влиза в Billboard 200 и дава на Селена най-високите продажби през първата седмица след издаването на албум от началото на кариерата ѝ. Вторият сингъл от албума, Slow down, не постига успеха на Come & get it. Гомес предприема турне през цялата 2013, което продължава да има няколко разпродадени дати и получава финансов успех. Селена има малка роля във филма Aftershock и получава главна роля във филма Getaway. Тя участва и във филма на Disney Channel The Wizards Return: Alex vs. Alex същата година. Гомес първоначално заявява, че се надява да си вземе втора музикална пауза след турнето, въпреки че по-късно избира да се съсредоточи върху музиката и актьорството.
Гомес прекъсва турнето си в Австралия и част от Азия през декември 2013, защото иска да си вземе почивка и да остане заедно със семейството си. През следващия месец, Селена прекарва две седмици в Dawn at The Meadows, лечебен център в Уикънбърг, Аризона, който е специализиран за лечение на пристрастяване и травми при младите хора. Неин представител заявява, че е прекарала известно време там „доброволно [...], но не за злоупотреба с вещества“. По-късно има спекулации, че непостоянната ѝ връзка с Бийбър е довела до влизането ѝ в болница. През април 2013, е потвърдено, че Гомес уволнила майка си и пастрока си от поста им на нейни мениджъри; двамата помагат на Гомес от началото на нейната кариера. Потвърдено е още, че това е бизнес решение и не е имало напрежение в отношенията им. Също така е потвърдено, че решението няма нищо общо с неодобрението на майка ѝ за връзката ѝ с Джъстин Бийбър. По-късно Гомес подписва с WME и Brillstein companies, за да управляват кариерата ѝ. Новината за новото управление на Гомес също подхранва слуховете, че договорът ѝ с Hollywood Records е завършил и че Гомес търси нов лейбъл. През септември е потвърдено, че Селена е подписала нов договор с Interscope и е започнала работа по втория си студиен албум. Гомес пуска албума си, For you, за да финализира сделката си с Hollywood Records.
Гомес участва във филмовата адапция по романа на Рик Брауд While I'm dead... feed the dog заедно с Дилан Макдермот и Нат Уолф. Озаглавен Behaving badly, филмът получава негативни и критични отзиви. По-късно Селена се появява във филма Rudderless. Гомес записва песен за саундтрака на филма и получава похвала от режисьора. Филмът получава смесени отзиви от публиката.
На 24 ноември 2014 Гомес издава албума си For you, за да финализира договора си с Hollywood Records. През декември 2014 Селена подписва договор с Interscope Records, приключвайки партньорството си с предишния си лейбъл, с помощта на който издава три албума – един заедно със своята банда, един студиен и един „best-of“ албум.

### 2015 – 2017: Revival и следващи проекти
От 2015 Гомес работи с Dreamlab и продуцента Руфиан по втория си солов албум. Предвидена е песента I want you to know заедно с диджея Зед, издадена на 23 февруари 2015 г. Селена издава най-новия си сингъл Good for you с участието на ASAP Rocky на 22 юни 2015 г. 179 000 копия се издават през първата седмица и Good for you става първият ѝ сингъл в топ 5 на Billboard Hot 100 в САЩ. Песента става най-големият радио хит на Гомес и става първият ѝ в Mainstream Top 40. През август 2015 г. Селена участва в документалния филм „Единство“. Гомес озвучава героинята Мейвис в „Хотел Трансилвания 2“, чиято премиера е на 25 септември 2015 г. Филмът получава позитивни отзиви.
Вторият студиен албум на певицата, Revival, е издаден на 9 октомври 2015 г. и среща доста позитивни отзиви от критиците. Албумът дебютира под номер 1 в Billboard 200, като продава 117 000 копия през първата седмица. Това са най-високите продажби на певицата през първата седмица на издаване на албум. Селена пуска втория си сингъл от албума Same old love, който се нарежда на пета позиция в Billboard Hot 100 и заема първа позиция в Mainstream Top 40. Hands to myself е третият сингъл от албума ѝ, който е и третият, който се нарежда на първа позиция в Mainstream Top 40. Това прави Гомес една от шестте певици, които имат три сингъла от един и същи албум в една класация. Селена има малка роля във филма „Големият залог“, чиято премиера е на 11 декември 2015 г. Певицата е гост във вечерното шоу Saturday Night Live на 23 януари 2016 г.
Гомес започва своето световно турне Revival Tour на 6 май 2016 г. Певицата обявява, че турнето ще се съсредоточи над нея като артист и ще покаже много повече от нея като певица. Селена има поддържаща роля във филма „Да разлаем съседите 2“. Снима се и във филма „Основни принципи на грижовността“ заедно с Пол Ръд. Премиерата е планувана за 29 януари 2016 г., но е преместена за 24 юни. Очаква се да се появи и във филма „В неравна борба“. През 2016 Селена и Чарли Пут пускат дуета We don't talk anymore, който е част от дебютния соло албум на певеца. Дуетът достига 35 позиция в Billboard Hot 100. Гомес съобщава, че ще режисира минисериите „13 причини защо“, базирани на новелата със същото име. Певицата работи над третия си студиен албум по време на турнето си, като добавя и нова песен Feel me за турнето. Албумът, който не е озаглавен, е щял да бъде вторият ѝ с Interscope Records, но така и не излиза, поради здравословните проблеми на певицата.
През лятото на 2016 Селена отмени световното си турне и е приета в клиника за рехабилитация, за да се фокусира върху здравето си. Певицата си взема почивка и от всички социални мрежи. Прави първата си публична изява на „Американските музикални награди“, където печели наградата Любима поп/рок изпълнителка и е номинирана за наградата „Артист на годината“.
На 16 февруари 2017 г. Селена пуска новата си песен It Ain't Me, в която участва и дисководещия Kygo. Няколко часа след пускането на песента тя е хит #1 в iTunes и заема едно от главните места. На 18 май 2017 излиза нейната нова песен, Bad Liar, която става Песен на Годината за 2017, според Billboard. На 13 юли, Селена продължава с пълна сила и пуска сингъла „Fetish“. Последната песен за 2017, е „Wolves“, който става хит само за броени дни. Селена я изпълнява на AMAs 2017, където изненадва всички с новата си руса коса. Изпълнението става едно от най-запомнящите ѝ в цялата история на Американските музикални награди.
През ноември 2017, Селена потвърди че нов албум се задава през първите месеци на 2018.

### 2018 – 2020 – Rare, Rare Beauty и други проекти
На 10 май 2018 г. Гомес пуска нов сингъл от саундтрака 13 причини защо сезон 2, озаглавен „Back to You“. [216] Тя за пореден път играе героя Мавис в хотел Трансилвания 3: Лятна ваканция, който излиза през юли 2018 г. На 13 юли 2018 г. прокурорите от Лос Анджелис съобщават, че жена от Ню Джърси е обвинена в хакване на имейл акаунти, принадлежащи на Гомес, публикувайки онлайн изображения и други материали, които е намерила там. Гомез е включена в песента на DJ Snake „Taki Taki“, заедно с Ozuna и Cardi B. Песента излиза през септември 2018 г. Участва още в песента на Джулия Майкълс „Anxiety“ от четвъртото EP на Майкълс, Inner Monologue Part 1, което излиза през януари 2019 г. Включена е в песента на Бени Бланко „I Can't Get Enough“, заедно с Tainy и J Balvin, която излиза през февруари 2019 г. През 2019 г. тя се появява във филма на Джим Джармуш „Мъртвите не умират“.
През септември 2019 г. е съобщено, че Гомес става изпълнителен продуцент на документарната серия Netflix Living Undocumented, която следва осем семейства без документи в Америка. Премиерата на сериала, състоящ се от шест епизода, е на 2 октомври 2019 г. На 23 октомври 2019 г. Гомес пуска „Lose You to Love Me“ като водещ сингъл от третия си студиен албум Rare. На следващия ден тя издава изненадващо втория сингъл от албума „Look at Her Now“. „Lose You to Love Me“ е първият сингъл на Гомез в САЩ, изкачил се до върха на Billboard Hot 100 и дебютира първа позиция на 9 ноември 2019 г. Rare, нейният трети солов албум, излиза на 10 януари 2020 г. с положителен критичен отговор, и дебютира на върха на Billboard 200, ставайки нейният трети пореден албум номер едно. По-късно същия месец Гомес озвучава жираф в приключенския филм „Долитъл“, режисиран от Стивън Гаган.
През май 2020 г. е обявено, че Гомес ще бъде домакин и изпълнителен продуцент на шоуто за готвене на HBO Max Selena + Chef, което включва Гомес и различни готвачи, като се свързва с тях дистанционно поради пандемията от COVID-19. [234] Всеки епизод завършва благотворителна дейност и дарения, свързана с храната. Премиерата на шоуто е на 13 август 2020 г. [236] През юни 2020 г. Гомес представя ремикс на песента на Тревър Даниел, „Past Life“.
През август 2020 г. Гомес си сътрудничи с южнокорейската момичешка група Blackpink за „Ice Cream“, песента е вторият сингъл от дебютния студиен албум на Blackpink на корейски език, The Album.
По-късно същия месец е обявено, че Гомес ще участва в главната роля и ще продуцира комедийния сериал на Hulu Only Murders In the Building заедно със Стив Мартин и Мартин Шорт. Проектът бележи първата телевизионна роля на Гомес от Wizards of Waverly Place.
През септември 2020 г. Гомес стартира собствената си линия за грим „Rare Beauty“. Марката е насочена към събирането на средства за достъп до помощ на хора с проблеми с психичното здраве. Идеята на бранда е да се съберат над 100 млн. щатски долара до 10 години. Селена налага естествения грим и идеята и е човек да не крие несъвършенствата си, а да подчертае красивите си черти. Rare Beauty получава много позитивни мнения от критици и бюти гурота.

## Майсторство

### Музикален стил
Гомес е описана като денс-поп певица, смесвайки елементи на поп и EDM в музиката си. Певицата отбелязва, че има европейски влияния в стила си, който също е описван като europop. С напредването на кариерата си тя експериментира с голям брой музикални жанрове. Докато дебютният ѝ албум с групата ѝ експериментира с електронен и поп рок, следващите ѝ записи с групата са в по-електро-поп и денс-поп стил. Докато A Year Without Rain носи усещане за eurodance, When the Sun Goes Down е в по-електро-диско и тийн-поп стил. Дебютният ѝ соло албум Stars Dance е в EDM-поп жанра и Гомес го описва като „baby dubstep“ с участието на елементи на жанрове като електронен, диско, техно или денсхол. Най-новите ѝ песни са в по-пораснал стил и по-зрели теми според музикалните критици.

### Влияния
Гомес обявява Бритни Спиърс за свое основно влияние в музиката и свой идол. Певицата припознава себе си в нея от израстването ѝ от Дисни звезда до по-пораснала певица и актриса. Селена заявява, че също бива повлияна и от стила на Бруно Марс. Певицата се повлиява от Бионсе и Риана. Дебютният солов албум на Селена, Stars Dance, е видно повлиян от Спиърс, Тейлър Суифт и американския музикален продуцент Skrillex. Новият ѝ албум Revival е повлиян от Кристина Агилера и Джанет Джаксън.

## Endorsements
Гомес е част от модната рекламна кампания „Sears's back-to-school“, като се включва в няколко телевизионни реклами. През август 2009 Селена бе домакин на „Sears Arrive Air Band Casting Call“, за да събере петима души за „Sears Air Band“, който бе извършен на MTV Video Music Awards през 2009. Певицата беше говорител на „Borden Milk“ и е включена в печатни и телевизионни реклами на кампанията. От 2010 до 2014 Гомес пусна своя линия облекла Dream Out Loud чрез K-Mart. На 30 юли 2012 е обявено, че Селена ще си партнира Case-Mate като част от предстоящата „Right Case, Right Occasion“ маркетинг кампания. Певицата пусна два аромата – Selena Gomez през 2012 и Vivamore през 2013. През 2013 тя създаде собствена колекция на лак за нокти за OPI. От 2013 до 2015 бе говорител и партньор на Adidas Neo.
През 2015 Селена подписа сделка за 3 милиона евро с „Пантен“. През 2016 се появява в рекламите на Кока-Кола. Гомес рекламира продукта, като на неговата опаковка стоят два текста от песните на певицата – Love you like a love song и Me & the rhythm. Селена стана лице и на модната кампания „Louis Vuitton“ през юни 2016. През 2017 става рекламно лице на американската марка за кожени изделия Coach. С марката за сега има една колекция създадено от нея. Също през 2017 става рекламно лице на PUMA, като за сега има две издадени колекции с бранда, последната от които е с името SG – Strong Girls.

## Филантропия
Селена е участвала в кампанията на UR Votes Count, която насърчава тийнейджърите да научават повече за Барак Обама и Джон Мъккейн. През октомври 2008 г. Гомес участва в благотворителна кауза за детската болница Runway for life. Същия месец е обявена за говорител на кампанията на UNICEF, която насърчава децата да събират средства за Хелоуин, за да се помогне на децата по целия свят. Селена каза, че е „изключително развълнувана“ да „насърчава другите деца да направят света по-различен“. През август 2009, 17-годишната Гомес става най-младият посланик на UNICEF някога, надминаваща Хейли Уестенра, която е избрана на 18 години. В първата си официална мисия на 4 септември 2009 г. Гомес пътува до Гана за една седмица, за да станем свидетели на условията, в които живеят децата в неравностойно положение, които нямат чиста вода, храна, образование и здравеопазване. По време на интервю Гомес обясни, че е искала да използва славата си на звезда, за да привлече вниманието към Гана: „Ето защо за мен е чест да имам глас, който децата да слушат и да взимат под внимание [...] Имаше хора, които ме питаха къде е Гана и търсиха за държавата в Гугъл [...] и то само защото аз отидох там, те вече знаят къде е Гана. Това е доста невероятно.“. Селена каза за ролята си на посланик: „Всеки ден 25 000 деца умират по предотвратими причини. Застанах до UNICEF по убеждението, че можем да променим това число, 25 000, на нула. Аз знам, че можем да постигнем това, защото всеки момент UNICEF дава на децата нужната животоспасяваща помощ, за да се превърне тази цифра в нула.“.
Селена е посланик на DoSomething.org, след като е била ангажирана с благотворителността Island Dog, която помага на кучета в Пуерто Рико. Тя се включи в благотворителността по време на снимките на Wizards of Waverly place: The movie в Пуерто Рико. Гомес също участва в благотворителността RAISE hope for Congo, инициатива на Enough project, която помага за увеличаването на осведомеността относно конфликтни минерали и насилие срещу конгоанските жени. Селена е обявена за говорител на кампанията Trick-or-Treat на UNICEF за втора поредна година. Гомес, която събра над $700 000 за благотворителност през 2008, заяви, че се надява да повиши тази сума на един милион долара през 2009. Селена участва в търга за знаменитости и проведе събирането на уеб гласовете във Facebook в подкрепа на кампанията Trick-or-Treat на UNICEF. От 2009 до 2012 г. Гомес е участвала в Disney's friends for change. Селена, Деми Ловато, Майли Сайръс и Джонас Брадърс записват Send it on, благотворителен сингъл с всички облаги на фонда на Disney worldwide conservation. Сингълът дебютира в Billboard Hot 100 под номер 20. През 2009, Гомес прави изненадващо посещение в началното училище в Лос Анджелис като част от програмата „A day made better“, която е спонсорирана от OfficeMax. По време на посещението си, Селена даде на училището награда и $1000 за ученически пособия и разговаря с учениците за важността на връщането към общността. На 22 януари 2010 г. Гомес участва в Hope for Haiti now telethon с редица други известни личности.
Гомес се завръща като говорител на UNICEF по случай 60-ата годишнина от Trick-or-Treat през 2010 г. В честването на годишнината Селена и бандата ѝ проведоха благотворителен концерт и дариха всички средства на кампанията. През февруари 2011 г. Гомес пътува до Чили, за да станем свидетели и да се запознаем със семействата на подкрепящата програма на UNICEF, „Programa puente“, която помага на семействата да разберат по-добре и развива умения за ефективно справяне с ранното детско образование, развитие и други въпроси, свързани с отглеждането на деца. Гомес казва: „UNICEF помага на чилийски семейства да излязат от бедността, предотвратявайки насилието и насърчаването на образованието. Да станеш свидетел на борбата на тези семейства, на тяхната надежда и постоянство беше наистина вдъхновяващо.“. През март, Гомес участва в проекта на UNICEF „Celebrity tap pack“, ограничена версия, изготвени по поръчка бутилки за вода с чешмяна вода от домовете на всяка знаменитост, която е поддръжник, за да набере средства и да увеличи профила за чиста вода и канализационните програми. Селена е лице и на видеоклипове за насърчаване на програмата. През април 2012 г. Гомес е обявена за посланик на фондацията на Раян Сикрест. На 30 юли 2012 г. е обявено, че Селена ще си партнира с Case-Mate като част от предстоящата „Right Case, Right Occasion“ маркетингова кампания. Селена ще си партнира с Фърги и Common за създаване на модерни поръчкови телефони за добра кауза.

## Личен живот
Селена се среща с певеца Ник Джонас през 2008 г., а през 2009 г. има връзка с актьора Тейлър Лаутнър. Гомес се среща с певеца Джъстин Бийбър в периода 2009 – 2014 г., като двойката се събира и разделя няколко пъти.
Певицата обявява, че страда от лупус. Болестта е установена в периода между 2012 г. и началото на 2014 г.
На 14 септември 2017 г. Селена съобщава чрез Instagram, че се е оттеглила от публични събития през последните няколко месеца, защото е претърпяла бъбречна трансплантация – присаден ѝ е бъбрек от най-добрата ѝ приятелка, актрисата Франсия Райса.
В началото на 2017 г. Гомес започва връзка с канадския певец The Weeknd, но се разделят през октомври 2017 г., след 10 месеца запознанство.
Малко след раздялата ѝ с The Weeknd тя отново се събира с Джъстин Бийбър през 2018 г. През месец март 2018 г. известната двойка се разделя отново.

## Филмография

### Филми
| Година | Заглавие                                      | Роля                              | Бележки           |
| ------ | --------------------------------------------- | --------------------------------- | ----------------- |
| 2003   | Деца шпиони 3: Играта свърши                  | момичето във водния парк          | -                 |
| 2005   | Уолкър, Тексаският рейнджър: Огнено изпитание | Джули                             | телевизионен филм |
| 2008   | Още една история за пепеляшка                 | Мери Сантяго                      | -                 |
| 2008   | Хортън                                        | Хелга                             | глас              |
| 2009   | Артур и отмъщението на Малтазард              | принцеса Селения                  | глас              |
| 2009   | Програма за защита на принцеси                | Картър Мейсън                     | телевизионен филм |
| 2009   | Магьосниците от Уейвърли Плейс: Филмът        | Алекс Русо                        | телевизионен филм |
| 2010   | Артур 3: Войната между два свята              | принцеса Селения                  | глас              |
| 2010   | Рамона и Бийзъс                               | Беатрис „Бийзъс“ Куимбли          | -                 |
| 2011   | Монте Карло                                   | Грейс Бенет/Корнелия Уинтроп Скот | -                 |
| 2011   | Мъпетите                                      | себе си                           | -                 |
| 2012   | Хотел Трансилвания                            | Мейвис                            | глас              |
| 2013   | Купонджийки                                   | Фейт                              | -                 |
| 2013   | Афтършок                                      | ВИП момичето                      | -                 |
| 2013   | Бягство                                       | Детето                            | -                 |
| 2013   | Търсене                                       | Вайлет                            | къс филм          |
| 2014   | Лошо поведение                                | Нина Пенингтън                    | -                 |
| 2014   | Неуправляван                                  | Кейт Лукас                        | -                 |
| 2015   | Хотел Трансилвания 2                          | Мейвис                            | глас              |
| 2015   | Големият залог                                | себе си                           | -                 |
| 2015   | Основни принципи на грижовността              | Дот                               | -                 |
| 2016   | Да разлаем съседите още веднъж                | Мадисън                           | -                 |
| 2016   | В съмнителна битка                            | Лиса                              | -                 |
| 2018   | Хотел Трансилвания 3: Чудовищна ваканция      | Мейвис                            |                   |
| 2019   | Мъртвите не умират                            | Зоуи                              |                   |
| 2019   | Дъждовен ден в Ню Йорк                        | Шанън                             |                   |
| 2020   | Пътешествието на Доктор Дулитъл               | Бетси                             | глас              |
| 2021   | Хотел Трансилвания 4                          | Мейвис                            | глас              |
| 2022   | My Mind and Me                                | себе си                           | главна роля       |
| 2024   | Емилия Перез                                  | Джеси                             | -                 |
| TBA    | В сянката на планината                        | Силвия Васкюез-Лавадо             | главна роля       |

### ТВ-шоута и появи
| Година      | Заглавие                                    | Роля                   | Бележки |
| ----------- | ------------------------------------------- | ---------------------- | --- |
| 2002 – 2004 | Барни и приятели                            | Гиана                  | главна роля (сезон 7 – 8) |
| 2006        | Лудориите на Зак и Коди                     | Гуен                   | „A midsummer's nightmare“ (сезон 2, епизод 22) |
| 2007 – 2008 | Хана Монтана                                | Мъкейла                | „I want you to want me... to go to Florida“ (сезон 2, епизод 13) „That's what friends are for?“ (сезон 2, епизод 18) „We're so sorry, uncle Earl“ (сезон 2, епизод 22) |
| 2007 – 2012 | Магьосниците от Уейвърли Плейс              | Алекс Русо             | главна роля |
| 2008        | Джонас Брадърс: Изживей мечтата             | себе си                | „Hello Hollywood“ (сезон 1, епизод 7) |
| 2008        | Студио ДС: Почти на живо                    | себе си                | „The second show“ (сезон 1, епизод 2) |
| 2009        | Корабните приключения на Зак и Коди         | Алекс Русо             | „Double-Crossed“ (сезон 1, епизод 21) |
| 2009        | Съни на алеята на славата                   | себе си                | „Battle of the Networks' stars“ (сезон 1, епизод 13) |
| 2011        | PrankStars                                  | себе си                | „Something to chew on“ (сезон 1, епизод 1) |
| 2013        | Магьосниците се завръщат: Алекс срещу Алекс | Алекс Русо             | главна роля; изпълнителен продуцент |
| 2014        | We day                                      | дарител                | |
| 2015        | The voice                                   | себе си/ментор         | сезон 9; отбора на Гуен Стефани |
| 2015        | Модното шоу на Виктория Сикрет              | себе си                | изпълнител |
| 2016        | Saturday Night Live                         | себе си                | епизодът „Ronda Rousey/Selena Gomez“ |
| 2016        | Inside Amy Schumer                          | себе си                | епизодът „Слава“ |
| 2016        | 13 причини защо                             | изпълнителен продуцент | 13 мини епизода |
| 2020        | Това е годината                             | изпълнителен продуцент | филм |
| 2021-2025   | Убийства в сградата                         | Мейбъл Мора            | главна роля |
| 2022        | Saturday Night Live                         | себе си                | епизодът Post Mahone/Selena Gomez |
| 2024 -      | Магьосниците отвъд Уейвърли Плейс           | Алекс Русо             | второстепенна роля и изпълнителен продуцент |

### Уеб
| Година | Заглавие               | Роля    | Бележки                                                                             |
| ------ | ---------------------- | ------- | ----------------------------------------------------------------------------------- |
| 2013   | Austin Mahone takeover | себе си | „Austin Mahone and Selena Gomez at the Billboard music awards“ (сезон 2, епизод 14) |

## Дискография

### Студийни албуми
- Stars Dance (2013)
- Revival (Deluxe) (2015)
- Rare (Deluxe) (2020)
- I Said I Love You First... And You Said It Back (с Бени Бланко) (2025)

### EP албуми
- Relevacíon (2021)

### Компилации
- For You (2014)

#### Албуми със Selena Gomez & The Scene
- Kiss & Tell (2009)
- A Year Without Rain (2010)
- When the Sun Goes Down (2011)

## Турнета

### Турнета със Selena Gomez & The Scene
- Selena Gomez & the Scene: Live in concert (2009 – 2010)
- A year without rain tour (2010 – 2011)
- We own the night tour (2011 – 2012)

### Самостоятелни турнета
- Stars Dance Tour (2013)
- Revival Tour (2016)

## Външни препрати
- Селена Гомес в  Internet Movie Database
- Селена Гомес в Twitter
- Official MySpace
- Official YouTube
- Official SayNow Архив на оригинала от 2010-03-22 в Wayback Machine.
- Селена Гомес във  Facebook